# Rhinomastax acutifrons
Rhinomastax acutifrons är en insektsart som beskrevs av Marius Descamps 1971. Rhinomastax acutifrons ingår i släktet Rhinomastax och familjen Euschmidtiidae. Inga underarter finns listade i Catalogue of Life.